# خورشیدگرفتگی ۱۰ دسامبر ۱۸۰۶
خورشیدگرفتگی ۱۰ دسامبر ۱۸۰۶ (به انگلیسی: Solar eclipse of 10 December 1806) یک خورشیدگرفتگی از نوع خورشیدگرفتگی حلقه‌ای بود. این خورشیدگرفتگی در تاریخ ۱۰ دسامبر ۱۸۰۶ روی داد که زمان اوج آن، ساعت ۲:۱۹:۴۰ به‌وقت ساعت هماهنگ جهانی بوده است. مدت‌زمان و طول این خورشیدگرفتگی ۰۴ دقیقه و ۳۲ ثانیه بود.